# Yuni
Yuni (由仁町?) è una cittadina giapponese della prefettura di Hokkaidō.